# A 열차로 가자
《A 열차로 가자》(일본어: A列車で行こう)는 일본의 게임 개발사 아트딩크에서 1985년부터 개발한 철도 경영 시뮬레이션 게임 시리즈이다. 이후 미국에서도 맥시스를 통해 3편이 A-Train이라는 이름으로 발매되었다. 
A 열차로 가자 6까지는 게임 시리즈마다 A1, A2 식으로 숫자를 붙이다가 A 열차로 가자 HX부터는 A-Train HX, A-Train 8 식으로 "A-Train 숫자" 방식으로 붙인다. 가장 최근에 나온 작품은 A 열차로 가자 9 (A-Train 9) 다.
대한민국에서는 1991년 미국 맥시스사에서 영문화시켜 발매한 A 열차로 가자 3이 발매되었고, 이어서 1994년에 A 열차로 가자 4가 한국어 번역판으로 발매되었으나, 그 이후로는 정식으로 발매된 바가 없다.

## 평가
| 반응 (Xbox 360)                                                                                                  |         |
| --- | ------- |
| 평론 점수 평론사 점수 유로게이머 2 / 10 [ 1 ] 패미츠 27 / 40 [ 2 ] OXM (UK) 3 / 10 [ 3 ] 엑스박스 월드 60% [ 4 ] |         |
| 평론 점수 |         |
| 평론사 | 점수    |
| 유로게이머 | 2 / 10  |
| 패미츠 | 27 / 40 |
| OXM (UK) | 3 / 10  |
| 엑스박스 월드 | 60%     |